# Sobrevuelo planetario

Los sobrevuelos de la Galileo muestran tanto asistencias gravitatorias como experimentos científicos

Un sobrevuelo planetario es el hecho de que una sonda espacial sobrepase un cuerpo celeste a una distancia suficientemente baja como para registrar datos científicos.
Los sobrevuelos planetarios se utilizan normalmente como asistencias gravitatorias para proporcionar efecto honda al vehículo espacial en su viaje hacia su objetivo primario, pero pueden ser también el propio objetivo primario de la misión.

## Sobrevuelos
| Fecha de sobrevuelo      | Fecha de lanzamiento     | Operador                                             | Vehículo espacial   | Detalles | Resultado de la misión |
| ------------------------ | ------------------------ | ---------------------------------------------------- | ------------------- | --- | ---------------------- |
| 19 de mayo de 1961       | 12 de febrero de 1961    | Bandera de la Unión Soviética                        | Venera 1            | Primer sobrevuelo de Venus (contacto perdido antes del sobrevuelo)                                                           | Fracaso                |
| 14 de diciembre de 1962  | 27 de agosto de 1962     | Bandera de Estados Unidos                            | Mariner 2           | Primer encuentro planetario no lunar con éxito y primer sobrevuelo con éxito de Venus                                        | Éxito                  |
| 19 de junio de 1963      | 1 de noviembre de 1962   | Bandera de la Unión Soviética                        | Mars 1              | Primer sobrevuelo de Marte (contacto perdido)                                                                                | Fracaso                |
| 19 de julio de 1964      | 2 de abril de 1964       | Bandera de la Unión Soviética                        | Zond 1              | Sobrevuelo de Venus (contacto perdido)                                                                                       | Fracaso                |
| 15 de julio de 1965      | 28 de noviembre de 1964  | Bandera de Estados Unidos                            | Mariner 4           | Primer sobrevuelo con éxito de Marte                                                                                         | Éxito                  |
| 6 de agosto de 1965      | 30 de noviembre de 1964  | Bandera de la Unión Soviética                        | Zond 2              | Sobrevuelo de Marte (contacto perdido)                                                                                       | Fracaso                |
| 27 de febrero de 1966    | 12 de noviembre de 1965  | Bandera de la Unión Soviética                        | Venera 2            | Sobrevuelo de Venus (contacto perdido)                                                                                       | Fracaso                |
| 19 de octubre de 1967    | 14 de junio de 1967      | Bandera de Estados Unidos                            | Mariner 5           | Sobrevuelo de Venus | Éxito                  |
| 31 de julio de 1969      | 25 de febrero de 1969    | Bandera de Estados Unidos                            | Mariner 6           | Sobrevuelo de Marte | Éxito                  |
| 5 de agosto de 1969      | 27 de marzo de 1969      | Bandera de Estados Unidos                            | Mariner 7           | Sobrevuelo de Marte | Éxito                  |
| 3 de diciembre de 1973   | 3 de marzo de 1972       | Bandera de Estados Unidos                            | Pioneer 10          | Primer sobrevuelo de Júpiter                                                                                                 | Éxito                  |
| 5 de febrero de 1974     | 4 de noviembre de 1973   | Bandera de Estados Unidos                            | Mariner 10          | Sobrevuelo de Venus | Éxito                  |
| 10 de febrero de 1974    | 21 de julio de 1973      | Bandera de la Unión Soviética                        | Mars 4              | Sobrevuelo de Marte (involuntario, se intentaba orbitar Marte)                                                               | Fracaso                |
| 9 de marzo de 1974       | 9 de agosto de 1973      | Bandera de la Unión Soviética                        | Mars 7              | Sobrevuelo de Marte (involuntario, se intentaba aterrizar en Marte)                                                          | Fracaso                |
| 12 de marzo de 1974      | 5 de agosto de 1973      | Bandera de la Unión Soviética                        | Mars 6              | Sobrevuelo de Marte (sobrevuelo exitoso pero aterrizaje fallido)                                                             | Fracaso                |
| 29 de marzo de 1974      | 4 de noviembre de 1973   | Bandera de Estados Unidos                            | Mariner 10          | Primer sobrevuelo de Mercurio                                                                                                | Éxito                  |
| 21 de septiembre de 1974 | 4 de noviembre de 1973   | Bandera de Estados Unidos                            | Mariner 10          | Sobrevuelo de Mercurio | Éxito                  |
| 3 de diciembre de 1974   | 5 de abril de 1973       | Bandera de Estados Unidos                            | Pioneer 11          | Sobrevuelo de Júpiter | Éxito                  |
| 16 de marzo de 1975      | 4 de noviembre de 1973   | Bandera de Estados Unidos                            | Mariner 10          | Sobrevuelo de Mercurio | Éxito                  |
| 19 de diciembre de 1978  | 14 de septiembre de 1978 | Bandera de la Unión Soviética                        | Venera 12           | Sobrevuelo de Venus y aterrizaje                                                                                             | Éxito                  |
| 25 de diciembre de 1978  | 9 de septiembre de 1978  | Bandera de la Unión Soviética                        | Venera 11           | Sobrevuelo de Venus y aterrizaje                                                                                             | Éxito                  |
| 5 de marzo de 1979       | 5 de septiembre de 1977  | Bandera de Estados Unidos                            | Voyager 1           | Sobrevuelo de Júpiter | Éxito                  |
| 9 de julio de 1979       | 20 de agosto de 1977     | Bandera de Estados Unidos                            | Voyager 2           | Sobrevuelo de Júpiter | Éxito                  |
| 1 de septiembre de 1979  | 5 de abril de 1973       | Bandera de Estados Unidos                            | Pioneer 11          | Primer sobrevuelo de Saturno                                                                                                 | Éxito                  |
| 12 de noviembre de 1980  | 5 de septiembre de 1977  | Bandera de Estados Unidos                            | Voyager 1           | Sobrevuelo de Saturno | Éxito                  |
| 25 de agosto de 1981     | 20 de agosto de 1977     | Bandera de Estados Unidos                            | Voyager 2           | Sobrevuelo de Saturno | Éxito                  |
| 1 de marzo de 1982       | 30 de octubre de 1981    | Bandera de la Unión Soviética                        | Venera 13           | Sobrevuelo de Venus y aterrizaje                                                                                             | Éxito                  |
| 5 de marzo de 1982       | 4 de noviembre de 1981   | Bandera de la Unión Soviética                        | Venera 14           | Sobrevuelo de Venus y aterrizaje                                                                                             | Éxito                  |
| 11 de junio de 1985      | 15 de diciembre de 1984  | Bandera de la Unión Soviética                        | Vega 1              | Sobrevuelo de Venus, aterrizaje y primer globo aerostático                                                                   | Éxito                  |
| 15 de junio de 1985      | 21 de diciembre de 1984  | Bandera de la Unión Soviética                        | Vega 2              | Sobrevuelo de Venus, aterrizaje y globo aerostático                                                                          | Éxito                  |
| 24 de enero de 1986      | 20 de agosto de 1977     | Bandera de Estados Unidos                            | Voyager 2           | Primer y único sobrevuelo de Urano                                                                                           | Éxito                  |
| 25 de agosto de 1989     | 20 de agosto de 1977     | Bandera de Estados Unidos                            | Voyager 2           | Primer y único sobrevuelo de Neptuno                                                                                         | Éxito                  |
| 10 de febrero de 1990    | 13 de octubre de 1989    | Bandera de Estados Unidos                            | Galileo             | Sobrevuelo de Venus, primera de las tres asistencias gravitatorias para ir a Júpiter                                         | Éxito                  |
| 2 de julio de 1990       | 2 de julio de 1985       | Bandera de Unión Europea                             | Giotto              | Primer sobrevuelo de la Tierra, asistencia gravitatoria para extender la misión hacia 26P/Grigg-Skjellerup                   | Éxito                  |
| 8 de octubre de 1990     | 13 de octubre de 1989    | Bandera de Estados Unidos                            | Galileo             | Sobrevuelo de la Tierra, segunda de las tres asistencias gravitatorias para ir a Júpiter                                     | Éxito                  |
| 8 de enero de 1992       | 7 de enero de 1985       | Bandera de Japón                                     | Sakigake            | Sobrevuelo de la Tierra | Éxito                  |
| 8 de febrero de 1992     | 6 de octubre de 1990     | Bandera de Unión Europea · Bandera de Estados Unidos | Ulysses             | Sobrevuelo de Júpiter, asistencia gravitatoria de cambio de inclinación para la misión solar                                 | Éxito                  |
| 8 de diciembre de 1992   | 13 de octubre de 1989    | Bandera de Estados Unidos                            | Galileo             | Sobrevuelo de la Tierra, tercera de las tres asistencias gravitatorias para ir a Júpiter                                     | Éxito                  |
| 24 de agosto de 1993     | 25 de septiembre de 1992 | Bandera de Estados Unidos                            | Mars Observer       | Sobrevuelo de Marte (involuntario, se intentaba orbitar Marte)                                                               | Fracaso                |
| 23 de enero de 1998      | 17 de febrero de 1996    | Bandera de Estados Unidos                            | NEAR Shoemaker      | Sobrevuelo de la Tierra, asistencia gravitatoria para ir a 433 Eros                                                          | Éxito                  |
| 26 de abril de 1998      | 15 de octubre de 1997    | Bandera de Unión Europea · Bandera de Estados Unidos | Cassini–Huygens     | Sobrevuelo de Venus, primera de las cuatro asistencias gravitatorias para ir a Saturno                                       | Éxito                  |
| 24 de junio de 1999      | 15 de octubre de 1997    | Bandera de Unión Europea · Bandera de Estados Unidos | Cassini–Huygens     | Sobrevuelo de Venus, segunda de las cuatro asistencias gravitatorias para ir a Saturno                                       | Éxito                  |
| 18 de agosto de 1999     | 15 de octubre de 1997    | Bandera de Unión Europea · Bandera de Estados Unidos | Cassini–Huygens     | Sobrevuelo de la Tierra, tercera de las cuatro asistencias gravitatorias para ir a Saturno                                   | Éxito                  |
| 30 de diciembre de 2000  | 15 de octubre de 1997    | Bandera de Unión Europea · Bandera de Estados Unidos | Cassini–Huygens     | Sobrevuelo de Júpiter, última de las cuatro asistencias gravitatorias para ir a Saturno                                      | Éxito                  |
| 15 de enero de 2001      | 27 de febrero de 1999    | Bandera de Estados Unidos                            | Stardust            | Sobrevuelo de la Tierra, asistencia gravitatoria para ir a 81P/Wild                                                          | Éxito                  |
| 21 de abril de 2002      | 4 de julio de 1998       | Bandera de Japón                                     | Nozomi              | Sobrevuelo de la Tierra, primera de las dos asistencias gravitatorias para ir a Marte                                        | Éxito                  |
| 19 de junio de 2003      | 4 de julio de 1998       | Bandera de Japón                                     | Nozomi              | Sobrevuelo de la Tierra, segunda de las dos asistencias gravitatorias para ir a Marte                                        | Éxito                  |
| 14 de diciembre de 2003  | 4 de julio de 1998       | Bandera de Japón                                     | Nozomi              | Sobrevuelo de Marte (involuntario, se intentaba orbitar Marte)                                                               | Fracaso                |
| 19 de mayo de 2004       | 9 de mayo de 2003        | Bandera de Japón                                     | Hayabusa            | Sobrevuelo de la Tierra, asistencia gravitatoria para ir a 25143 Itokawa                                                     | Éxito                  |
| 4 de marzo de 2005       | 2 de marzo de 2004       | Bandera de Unión Europea                             | Rosetta             | Sobrevuelo de la Tierra, primera de las cuatro asistencias gravitatorias para ir a 67P/Churyumov-Gerasimenko                 | Éxito                  |
| 2 de agosto de 2005      | 3 de agosto de 2004      | Bandera de Estados Unidos                            | MESSENGER           | Sobrevuelo de la Tierra, primera asistencia gravitatoria para ir a Mercurio                                                  | Éxito                  |
| 15 de enero de 2006      | 27 de febrero de 1999    | Bandera de Estados Unidos                            | Stardust            | Sobrevuelo de la Tierra y reentrada de la cápsula de retorno con muestras                                                    | Éxito                  |
| 24 de octubre de 2006    | 3 de agosto de 2004      | Bandera de Estados Unidos                            | MESSENGER           | Sobrevuelo de Venus, segunda asistencia gravitatoria para ir a Mercurio                                                      | Éxito                  |
| 25 de febrero de 2007    | 2 de marzo de 2004       | Bandera de Unión Europea                             | Rosetta             | Sobrevuelo de Marte, segunda de las cuatro asistencias gravitatorias para ir a 67P/Churyumov-Gerasimenko                     | Éxito                  |
| 5 de junio de 2007       | 3 de agosto de 2004      | Bandera de Estados Unidos                            | MESSENGER           | Sobrevuelo de la Tierra, tercera asistencia gravitatoria para ir a Mercurio. También descripción de la atmósfera del planeta | Éxito                  |
| 13 de noviembre de 2007  | 2 de marzo de 2004       | Bandera de Unión Europea                             | Rosetta             | Sobrevuelo de la Tierra, tercera de las cuatro asistencias gravitatorias para ir a 67P/Churyumov-Gerasimenko                 | Éxito                  |
| 31 de diciembre de 2007  | 12 de enero de 2005      | Bandera de Estados Unidos                            | Deep Impact (EPOXI) | Sobrevuelo de la Tierra | Éxito                  |
| 14 de enero de 2008      | 3 de agosto de 2004      | Bandera de Estados Unidos                            | MESSENGER           | Sobrevuelo de Mercurio, cuarta asistencia gravitatoria antes de la inserción orbital y la misión principal                   | Éxito                  |
| 6 de octubre de 2008     | 3 de agosto de 2004      | Bandera de Estados Unidos                            | MESSENGER           | Sobrevuelo de Mercurio, quinta asistencia gravitatoria antes de la inserción orbital y la misión principal                   | Éxito                  |
| 29 de diciembre de 2008  | 12 de enero de 2005      | Bandera de Estados Unidos                            | Deep Impact (EPOXI) | Sobrevuelo de la Tierra | Éxito                  |
| 14 de enero de 2009      | 27 de febrero de 1999    | Bandera de Estados Unidos                            | Stardust            | Sobrevuelo de la Tierra, asistencia gravitatoria para ir a 9P/Tempel 1                                                       | Éxito                  |
| 18 de febrero de 2009    | 27 de septiembre de 2007 | Bandera de Estados Unidos                            | Dawn                | Sobrevuelo de Marte, asistencia gravitatoria para ir a 4 Vesta                                                               | Éxito                  |
| 29 de junio de 2009      | 12 de enero de 2005      | Bandera de Estados Unidos                            | Deep Impact (EPOXI) | Sobrevuelo de la Tierra (distante)                                                                                           | Éxito                  |
| 29 de septiembre de 2009 | 3 de agosto de 2004      | Bandera de Estados Unidos                            | MESSENGER           | Sobrevuelo de Mercurio, sexta asistencia gravitatoria antes de la inserción orbital y la misión principal                    | Éxito                  |
| 13 de noviembre de 2009  | 2 de marzo de 2004       | Bandera de Unión Europea                             | Rosetta             | Sobrevuelo de la Tierra, última de las cuatro asistencias gravitatorias para ir a 67P/Churyumov-Gerasimenko                  | Éxito                  |
| 28 de diciembre de 2009  | 12 de enero de 2005      | Bandera de Estados Unidos                            | Deep Impact (EPOXI) | Sobrevuelo de la Tierra (distante)                                                                                           | Éxito                  |
| 27 de junio de 2010      | 12 de enero de 2005      | Bandera de Estados Unidos                            | Deep Impact (EPOXI) | Sobrevuelo de la Tierra | Éxito                  |
| 6 de diciembre de 2010   | 20 de mayo de 2010       | Bandera de Japón                                     | Akatsuki            | Sobrevuelo de Venus (involuntario, planeado orbitar Venus. Posteriormente se insertó en la órbita)                           | Fracaso                |
| 9 de octubre de 2013     | 5 de agosto de 2011      | Bandera de Estados Unidos                            | Juno                | Sobrevuelo de la Tierra, asistencia gravitatoria para ir a Júpiter                                                           | Éxito                  |
| 14 de julio de 2015      | 19 de enero de 2006      | Bandera de Estados Unidos                            | New Horizons        | Primer y único sobrevuelo de Plutón/Caronte                                                                                  | Éxito                  |
| 3 de diciembre de 2015   | 3 de diciembre de 2014   | Bandera de Japón                                     | Hayabusa 2          | Sobrevuelo de la Tierra, asistencia gravitatoria para ir a 162173 Ryugu                                                      | Éxito                  |